# Argentojarosita
L'argentojarosita és un mineral de la classe dels sulfats, que pertany al grup de l'alunita. Rep el seu nom per la seva composició en la que domina l'argent, i la seva relació amb la jarosita.

## Característiques
L'argentojarosita és un sulfat de fórmula química AgFe₃3+(SO₄)₂(OH)₆. Cristal·litza en el sistema trigonal, formant masses de cristalls molt petits, o en crostes pulverulentes. La seva duresa a l'escala de Mohs oscil·la entre 3,5 i 4,5.
Segons la classificació de Nickel-Strunz, l'alunita pertany a «07.BC: sulfats (selenats, etc.), amb anions addicionals, sense H₂O, amb cations de mida mitjana i gran», juntament amb els minerals següents: d'ansita, alunita, ammonioalunita, ammoniojarosita, beaverita-(Cu), dorallcharita, huangita, hidroniojarosita, jarosita, natroalunita-2c, natroalunita, natrojarosita, osarizawaïta, plumbojarosita, schlossmacherita, walthierita, beaverita-(Zn), ye'elimita, atlasovita, nabokoita, clorothionita, euclorina, fedotovita, kamchatkita, piypita, klyuchevskita, alumoklyuchevskita, caledonita, wherryita, mammothita, linarita, schmiederita, munakataita, chenita, krivovichevita i anhidrokainita.

## Formació i jaciments
És un mineral secundari poc comú que es troba en zones oxidades de dipòsits minerals rics en plata i sofre. Sol trobar-se associada a altres minerals com anglesita, barita o quars. Es va trobar per primera vegada l'any 1923 a la mina de Tintic Standard, al districte d'East Tintic (Utah, Estats Units).